# Jean-Daniel Beauvallet
Pour les articles homonymes, voir Beauvallet.
Jean-Daniel Beauvallet, né le 31 décembre 1962 à Montluçon, est l'un des rédacteurs en chef du magazine Les Inrockuptibles jusqu'en 2018. Il a longtemps vécu à Manchester, Liverpool, Newcastle, Brighton et Londres en Angleterre.

## Biographie
Après des études en journalisme à Tours, il s'installe à Manchester en 1983. Il rejoint Les Inrockuptibles à ses débuts et apporte au titre sa passion encyclopédique pour la musique britannique contemporaine, de New Order aux Smiths. De là, il envoie un certain nombre d'articles à la presse française pour témoigner du renouveau de la scène anglaise incarné prioritairement par The Smiths. Ne recevant aucun écho de la presse traditionnelle hormis Libération, qui publie plusieurs de ses articles, il intègre en 1986, via la rencontre avec Christian Fevret, un nouveau magazine, Les Inrockuptibles, qui veut combattre l'affadissement de la presse rock en France en défendant les nouveaux courants qu'elle méprise. Il fut le détonateur de la carrière musicale de Miossec,. 
En 1988, il est à l'origine du festival les inRocks dont il a longtemps géré la programmation. Il a publié plusieurs ouvrages consacrés à la musique aux Éditions Braquage et aux Éditions Guy Messina. 
En octobre 2017, il réalise l'interview et la couverture polémique consacrée à Bertrand Cantat.
Pour des raisons de santé, il quitte Les Inrockuptibles puis Londres au début des années 2020. Il vit désormais à Biarritz
Il achève en 2025 son premier roman, J'ai peur de tout[Où ?]. 
Il est atteint de la maladie de Parkinson.

## Ouvrages
- John Robb, Manchester Music City 1976-1996, Rivages, 2012, 615 p. (ISBN 978-2-7436-2388-3 et 2-7436-2388-8)  (préface de Jean-Daniel Beauvallet).
- Les aventures de Siméon à Londres, illustrations de Robin Feix, Paris, GM éditions, 2020.
- 20 : no music, no life !, photographe Julien Mignot, Trézélan, Filigranes Éditions, 2020.
- Passeur, Les Editions Braquage, 2021, 280 p. (ISBN 979-10-94190-08-1)  (préface de Renaud Monfourny).
- Les années New Wave 1978-1983, GM Éditions, 2022, 224 p. (ISBN 978-2377971084)  (préface de Jehnny Beth).
- Interviews, Les Editions Braquage, 2023, 400 p. (ISBN 979-1094190159)  (préface de Brigitte Giraud).
- Mind The Gap. Une vie en Angleterre, Les Éditions Braquage, 2024 (préface de Darren Tulett).
- Standing on a beach, Les Editions Braquage, 2025, 116 p. (ISBN 979-1094190197)  (photographies de Vincent Arbelet).